# 構康憲
構 康憲（かまえ やすのり、本名:同じ、男性、1982年4月2日 - ）は日本のシンガーソングライター。
東京都千代田区出身。血液型B型。身長180cm。日本大学生産工学部建築工学科卒業。2010年の8月までバンドBigBirdのボーカル・ギターとして活動していたが、同年9月よりソロ歌手として活動をスタート。2015年からアイドル他へ楽曲提供を開始。酒と鉄道の愛好者。中でも鉄道模型に造詣が深い。特技は整理整頓とジオラマ制作。

## 略歴
- 1992年　CHAGE&ASKAの音楽と出逢い、その素晴らしさに衝撃を覚える。
- 1995年　中学生になると同時にフォーク・ギターを手にし、曲を作り始める。
- 1998年　千葉県の市川高等学校に入学。フォーク・ギターからエレクトリック・ギターに持ち替え、70年代ロックバンドのコピーに明け暮れる。
- 2004年　高校時代の同級生でバンド・BigBirdを結成、本格的に音楽活動を開始。マキシシングル「彼方へ」でインディーズにてデビュー。
- 2007年　自身がラジオパーソナリティを務めるインターネットラジオ「ぼくらの呼吸」がスタート。
- 2010年8月、バンド活動を休止。9月、ソロ活動を開始。同時にインターネットラジオ「構康憲のKY RADIO」がスタート。12月-東京ミッドタウンクリスマスのTV-CMを担当。「ウィンターワンダーランド」を歌唱。12月24日、ソロ初となる自主制作音源「君に会いたくなったよ / きっと、どこかで。」をリリース・配信開始。※CDは枚数限定。
- 2011年-11月、東京ミッドタウンクリスマスのTV-CM音楽を担当。オリジナルソング「誰かが誰かのサンタクロース」が使用される。11月30日-1stマキシシングル「泳ぐ鳥」をリリース。同楽曲が読売テレビの情報番組「キューン!」11月度エンディングテーマに使用。
- 2012年11月、東京ミッドタウンクリスマスのTV-CM音楽を担当。12月、NHKみんなのうたにて「北の風と太陽と」が12月3日～2013年1月31日まで放送され、12月5日に2ndマキシシングルとしてリリース。
- 2013年5月22日、オムニバス「NHKみんなのうたベスト40～勇気のうた・笑顔のうた～」が日本コロムビアより発売。「北の風と太陽と」が収録される。
- 2014年7月5日、沼津市民文化センターで開催された「みんなのうたコンサート」に坂田おさむ、白井貴子、奥華子、おしりかじり虫らと一緒に出演。10月1日、スギテツ presents 企画アルバム「走れ!夢の超特急楽団」がキングレコードより発売。「I’ll be there for you〜想い、こだまして〜」で参加。11月13日、茨城県立県民文化センターで開催された「みんなのうたコンサート」に坂田おさむ、白井貴子、奥華子、おしりかじり虫らと一緒に出演。11月16日、南相馬市民文化会館で開催された「みんなのうたコンサート」にテツandトモ、井上あずみ、かとうれい子、おしりかじり虫らと一緒に出演。
- 2015年1月24日、岡山県勝央町市民ホールで開催された「みんなのうたコンサート」にテツandトモ、井上あずみ、かとうれい子、おしりかじり虫らと一緒に出演。10月、アイドルグループ・美商事の「わたしがメガネを外すとき」、「逢いたくて〜a flavor of guilt〜」2曲の作詞・作曲・編曲。10月11日、高知県立県民文化ホールで開催された「みんなのうたコンサート」にテツandトモ、白井貴子、城南海、おしりかじり虫らと一緒に出演。
- 2016年5月29日、山梨県コラニーホールで開催された「みんなのうたコンサート」にテツandトモ、白井貴子、かとうれい子、おしりかじり虫らと一緒に出演。11月23日、三上悠亜「告白カウントダウン」の作詞・作曲・編曲。
- 2017年2月22日、マルチタレントユニットChaco&ずん子「いつまでも夢を」の作曲・編曲。

## ディスコグラフィ

### シングル
- 「君に会いたくなったよ / きっと、どこかで。」　2010年12月24日
- 「泳ぐ鳥 / darling」　2011年11月30日
- 「北の風と太陽と / mirror / 誰かが誰かのサンタクロース」　2012年12月5日

## タイアップ
- 「泳ぐ鳥」読売テレビ「キューン!」エンディングテーマ　2011年11月度
- 「北の風と太陽と」NHKみんなのうた　2012年12月〜2013年1月
- 「東京ミッドタウンクリスマス2010」TV-CMソング　2010年12月1日～26日
- 「東京ミッドタウンクリスマス2011」TV-CMソング　2011年11月16日～12月26日
- 「東京ミッドタウンクリスマス2012」TV-CMソング　2012年11月15日～12月25日

## ラジオ
- 「BigBird ぼくらの呼吸」インターネットラジオ INTERNET RADIO STATION Kizzna「Artist Channel」　2007年1月～2010年8月
- 「構 康憲のKY RADIO」インターネットラジオ  INTERNET RADIO STATION Kizzna「Artist Channel」　2010年9月～2011年3月